# Fauna de Minas Gerais
A fauna mineira, devido aos seus três  biomas – Mata Atlântica, Cerrado e Caatinga –, é uma das mais ricas do Brasil. Sabe-se que graças à fartura de rios, lagos, lagoas, há uma vasta diversidade de peixes: das 3 mil espécies brasileiras, 380 ocorrem em Minas (12,5%). E das 1.678 espécies de aves brasileiras, 46,5% (780 delas) foram verificadas no Estado, várias endêmicas, como o joão-cipó (Asthenes luizae) que habita os campos rupestres da Serra do Espinhaço. Há em Minas Gerais 190 espécies de mamíferos não-aquáticos - o que representa 40% dos catalogados no Brasil; 180 espécies de répteis entre serpentes, lagartos e jacarés, com destaque para as 120 de serpentes - quase metade das catalogadas no país; 200 espécies de anfíbios – um terço das que ocorrem no país – sendo vários os gêneros endêmicos de anuros (sapos, rãs e pererecas) da Mata Atlântica e das serras do Cipó e da Canastra.
A Gerência de Proteção à Fauna, Flora e Bioprospecção do Instituto Estadual de Florestas iniciou em 2011 um trabalho de compilação dos dados das diversas fontes disponíveis sobre a fauna mineira, como publicações científicas, planos de manejo, planos de ação, livro vermelho de espécies ameaçadas de extinção e relatórios técnicos, que resultou em um interessante ponto de partida sobre a distribuição das espécies no Estado.

## Mata Atlântica
Minas Gerais abriga cerca de 70% das espécies de mamíferos que ocorrem em todo o Domínio da Mata Atlântica.
Ainda que existam poucas indicações sobre o tamanho das populações e a dinâmica dos animais que ali vivem, não há dúvida de que a riqueza de espécies e endemismos sejam as características mais importantes dessa fauna. Há algumas ocorrências que podem ser apontadas como típicas nesse bioma. É o caso da jibóia (Boa constrictor), da cascavel (Crotalus durissus), de várias espécies de jararaca, do lagarto teiú (Tupinambis merianae), da ema (Rhea americana), da seriema (Caraiama cristata), do joão-de-barro (Furnarius rufus), do anu-preto (Crotophaga ani), da curicaca, do urubu-caçador, do urubu-rei, de araras, tucanos, papagaios e gaviões, do tatu-peba, do tatu-galinha, do tatu-canastra (Priodontes maximus), do tatu-de-rabo-mole, do tamanduá-bandeira (Myrmecophaga tridactyla) e do tamanduá-mirim, do veado-campeiro (Ozotocerus bezoarticus), do cateto, da anta, do cachorro-do-mato, do cachorro-vinagre (Speothos venaticus), do lobo-guará (Crysocyon brachyurus), da jaguatirica, do gato-mourisco, e muito raramente da onça-parda (Puma concolor) e da onça-pintada (Panthera onca).
Recentemente, uma surpreendente quantidade de informação foi reunida sobre os invertebrados do Cerrado, num trabalho realizado pela Base de Dados Tropical. Descobiu-se que a representatividade da fauna regional em relação à brasileira varia entre os grupos, indo de menos de 20% (abelhas e formigas) e mais de 50% para os lepidópteros (mariposas e borboletas). O número de espécies estimado para o Cerrado mineiro é de 14.425 e representa 47% da fauna estimada para o Brasil.
Por ser um bioma de pouca expressão no Estado, localizada apenas numa reduzida faixa do norte (cerca de 8% a 11% do território total), e com a constante degradação do ambiente para o uso intensivo da agropecuária, várias das espécies estão em extinção. Apesar disso, ainda se encontram várias espécies endêmicas, característica particular da caatinga por suas características singulares.